# Новый Пахарь (Воронежская область)
Новый Пахарь — посёлок в Таловском районе Воронежской области России.
Входит в состав Вознесенского сельского поселения.

## География
В посёлке имеется одна улица — Новая.
Возле посёлка — три небольших водоёма.

## История
В 1926 году на место, которое позже стало называться поселок Новый Пахарь, приехали первые переселенцы из села Орловка.

## Население
| 2010 |
| ---- |
| 30   |

В 2005 году население поселка составляло 76 человек.